# Saint-Martial-sur-Isop
Saint-Martial-sur-Isop (tiếng Occitan: Sent Marçau) là một xã của tỉnh Haute-Vienne, thuộc vùng Nouvelle-Aquitaine, miền trung nước Pháp.